# Maître de la Passion de Karlsruhe
On appelle Maître de la Passion de Karlsruhe par nom de convention un peintre du gothique tardif du Rhin supérieur qui a peint, aux alentours de 1435-1450, un retable de la Passion. L'œuvre, probablement destinée à l'église Saint-Thomas de Strasbourg, et son maître ont eu une influence considérable sur le développement de la peinture de la région. Il est peut-être le même que le peintre strasbourgeois Hans Hirtz.

## Attribution du nom
Le retable de la passion du Maître a été démembré et dispersé après la réforme protestante. Le nom de convention de l'artiste anonyme désigne le lieu de conservation des six panneaux retrouvés qui sont exposés à la Staatliche Kunsthalle Karlsruhe. Ce cycle de peintures est considéré comme l'œuvre la plus importante de la peinture sur panneau gothique de son temps. Les pièces, dispersées pour la plupart, ont été rassemblées et réunies depuis 1858, la dernière acquisition date de 1998. Seul le panneau représentant l'Arrestation du Christ se trouve au Wallraf-Richartz Museum de Cologne. O. Fischer l'appelle le « Maître de Waldersbach », d'après la commune alsacienne de Waldersbach dont proviendrait l'un des panneaux, celui de la prière au mont des Oliviers.
L'identification du Maître de la Passion de Karlsruhe avec le peintre Hans Hirtz, documenté à Strasbourg avant 1460, est hypothétique,.

## La Passion de Karlsruhe
Les sept panneaux représentent autant de scènes de la Passion du Christ. Les panneaux ont une largeur de 46 et une hauteur de 67 centimètres. Leur disposition originale au sein du retable n'est pas connue.

Panneaux de la « Passion de Karlsruhe »
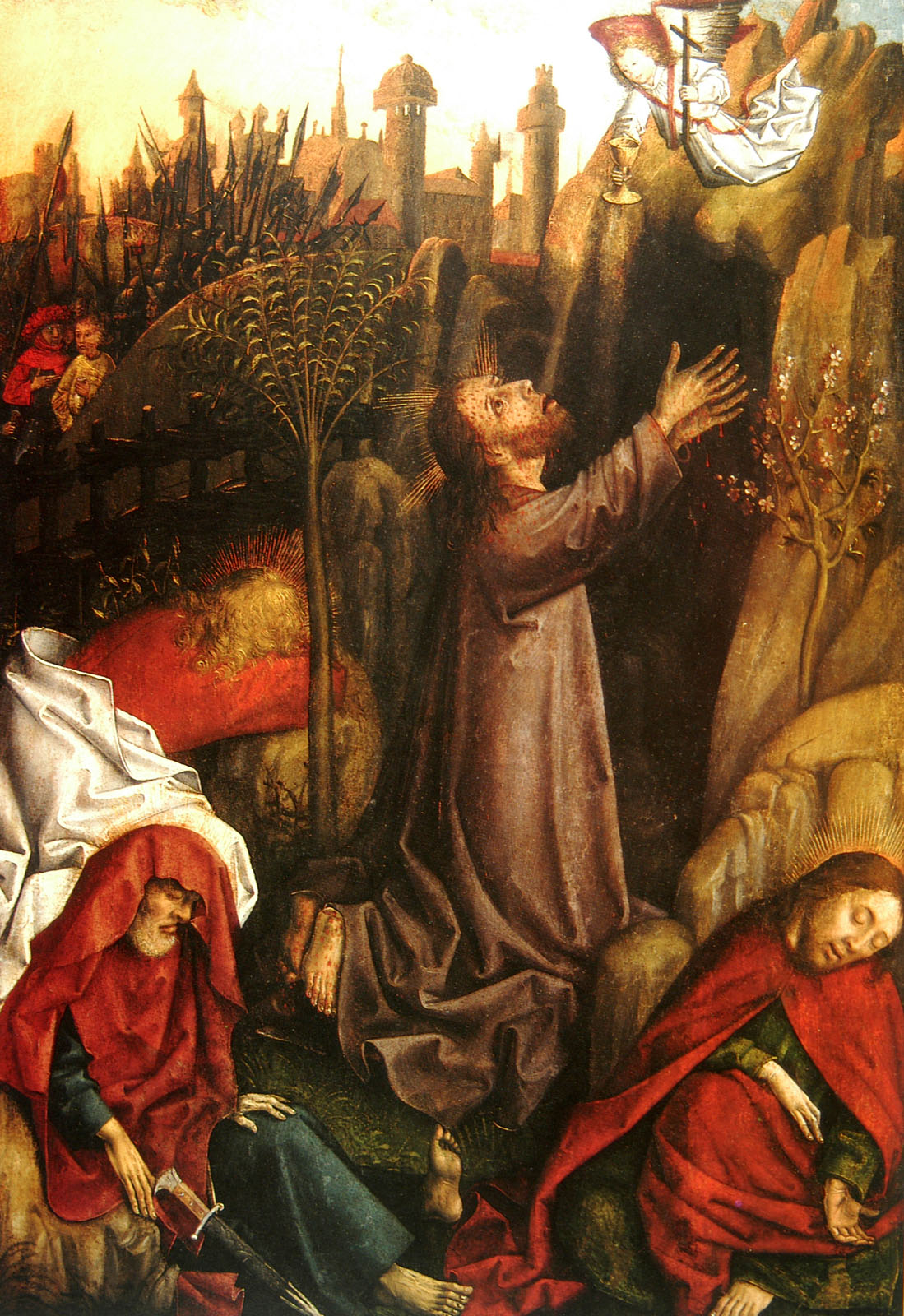
Prière au mont des Oliviers
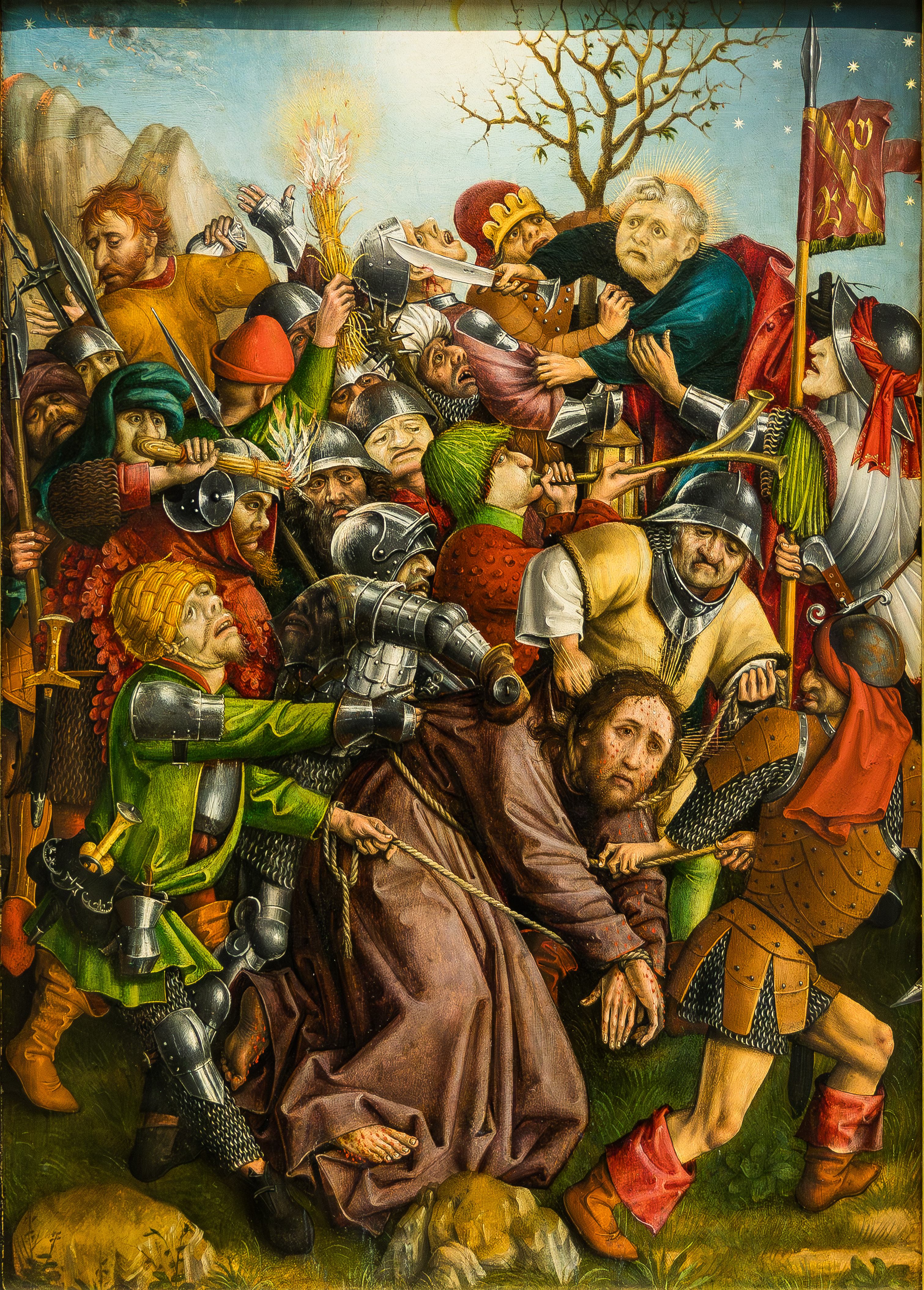
Arrestation du Christ
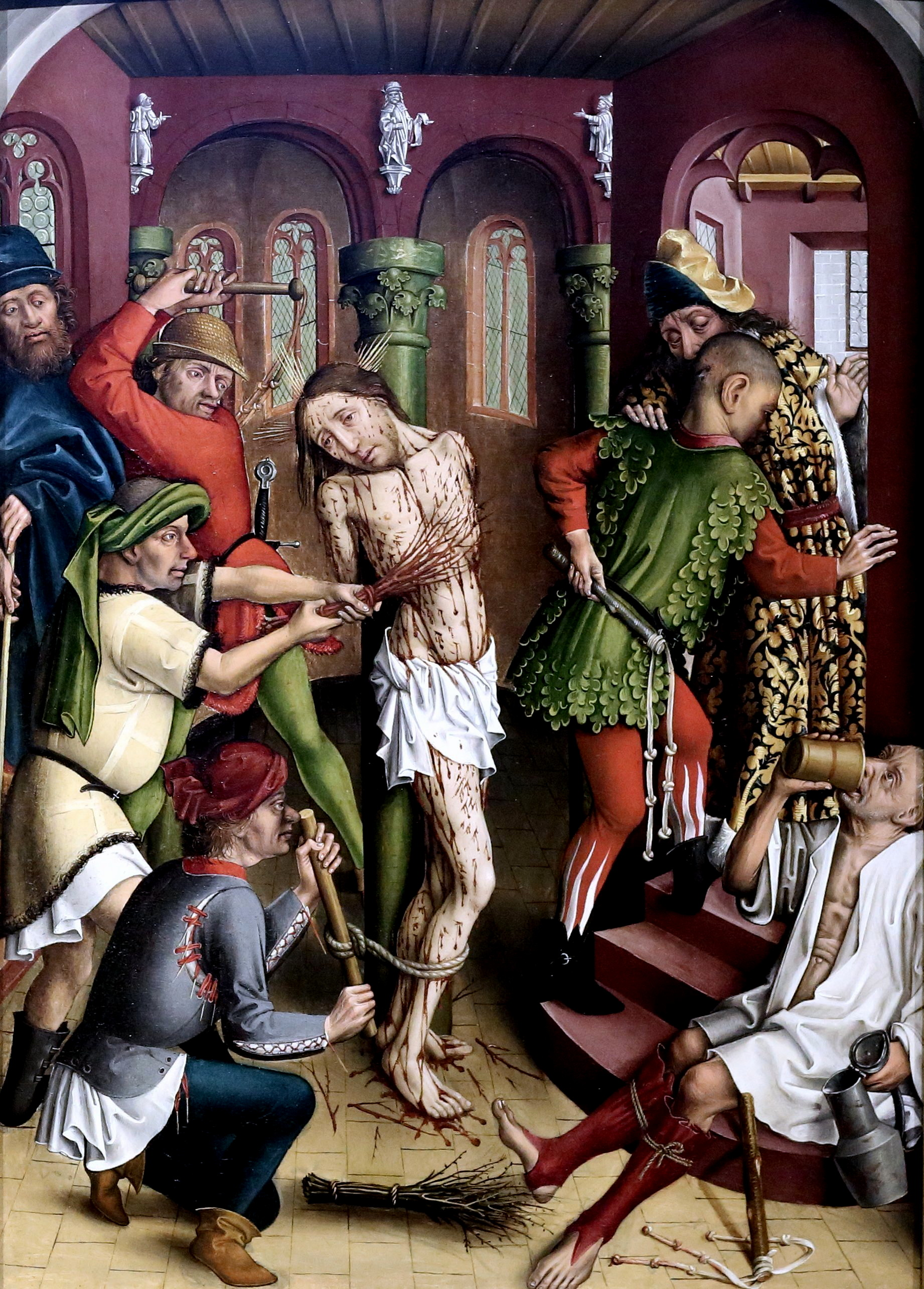
Flagellation du Christ
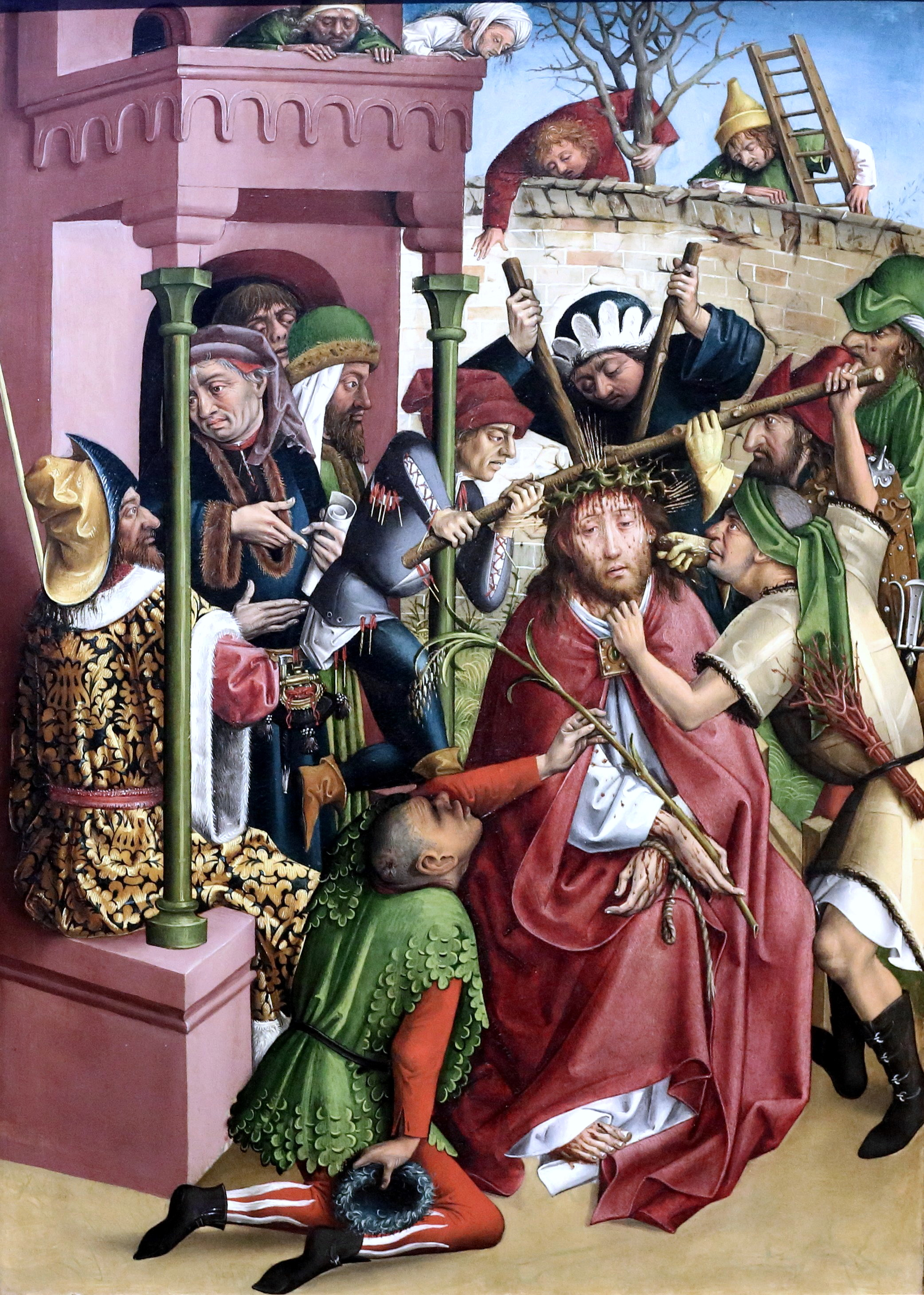
Couronnement d'épines
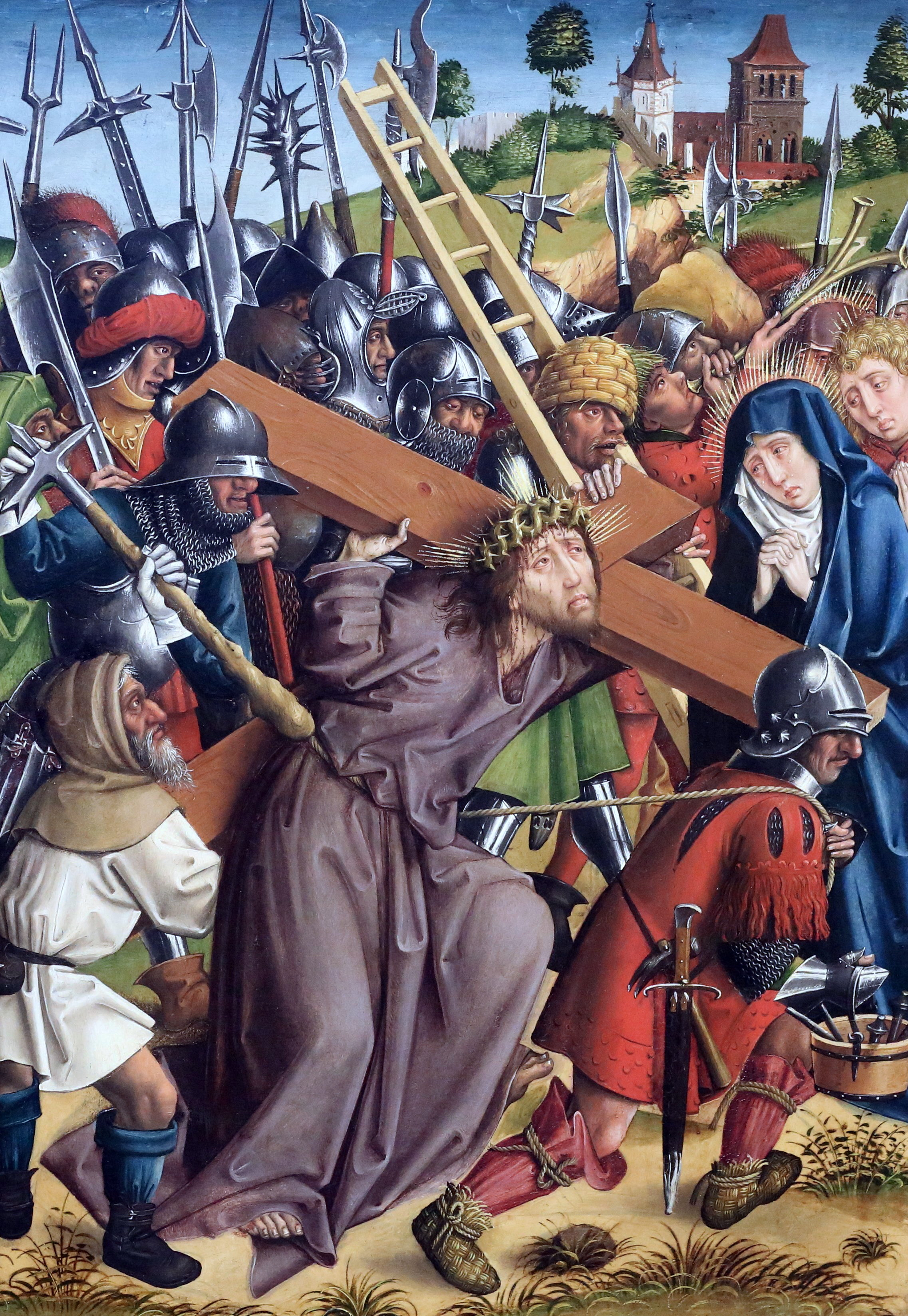
Portement de Croix
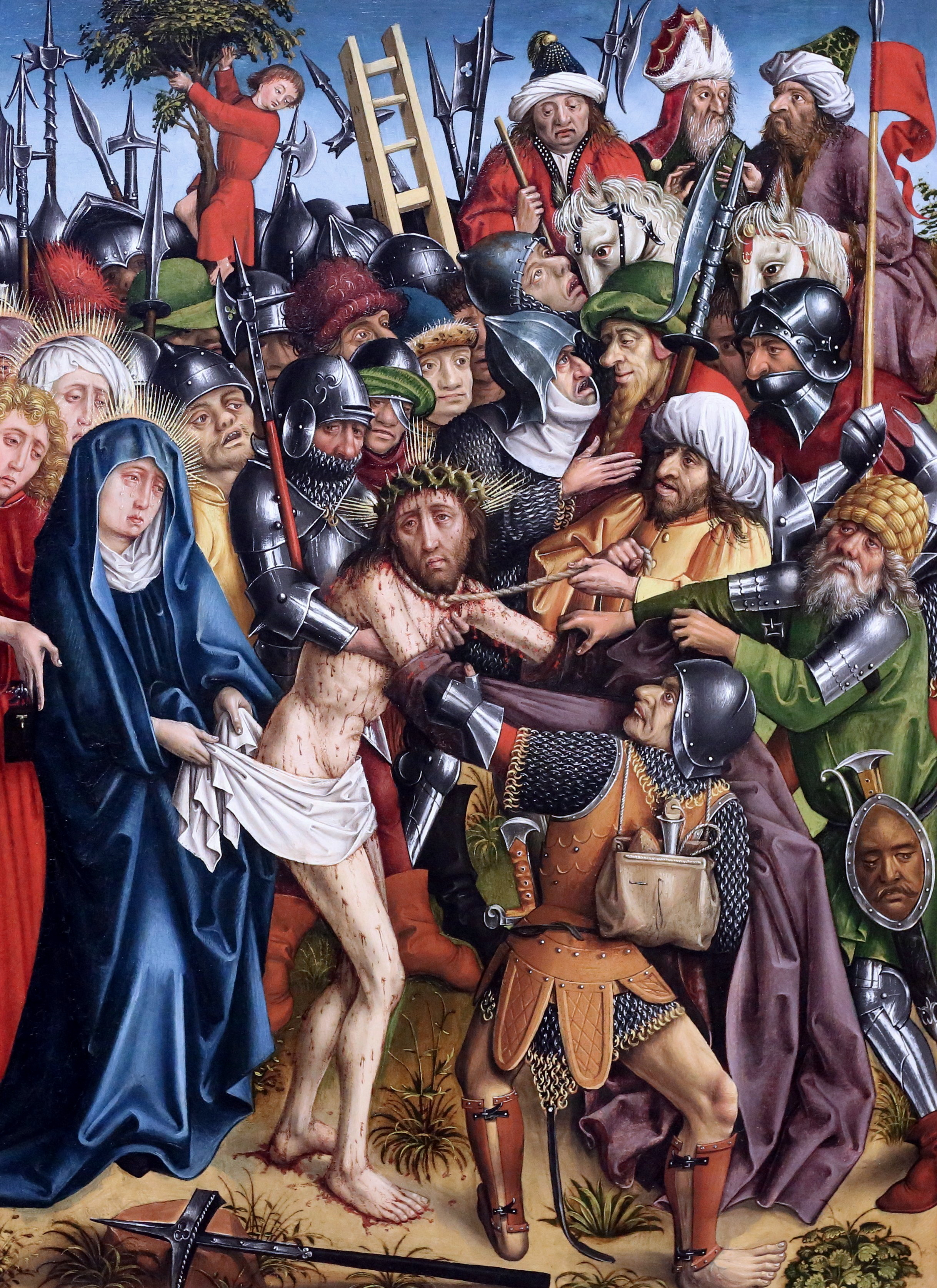
Déshabillage du Christ
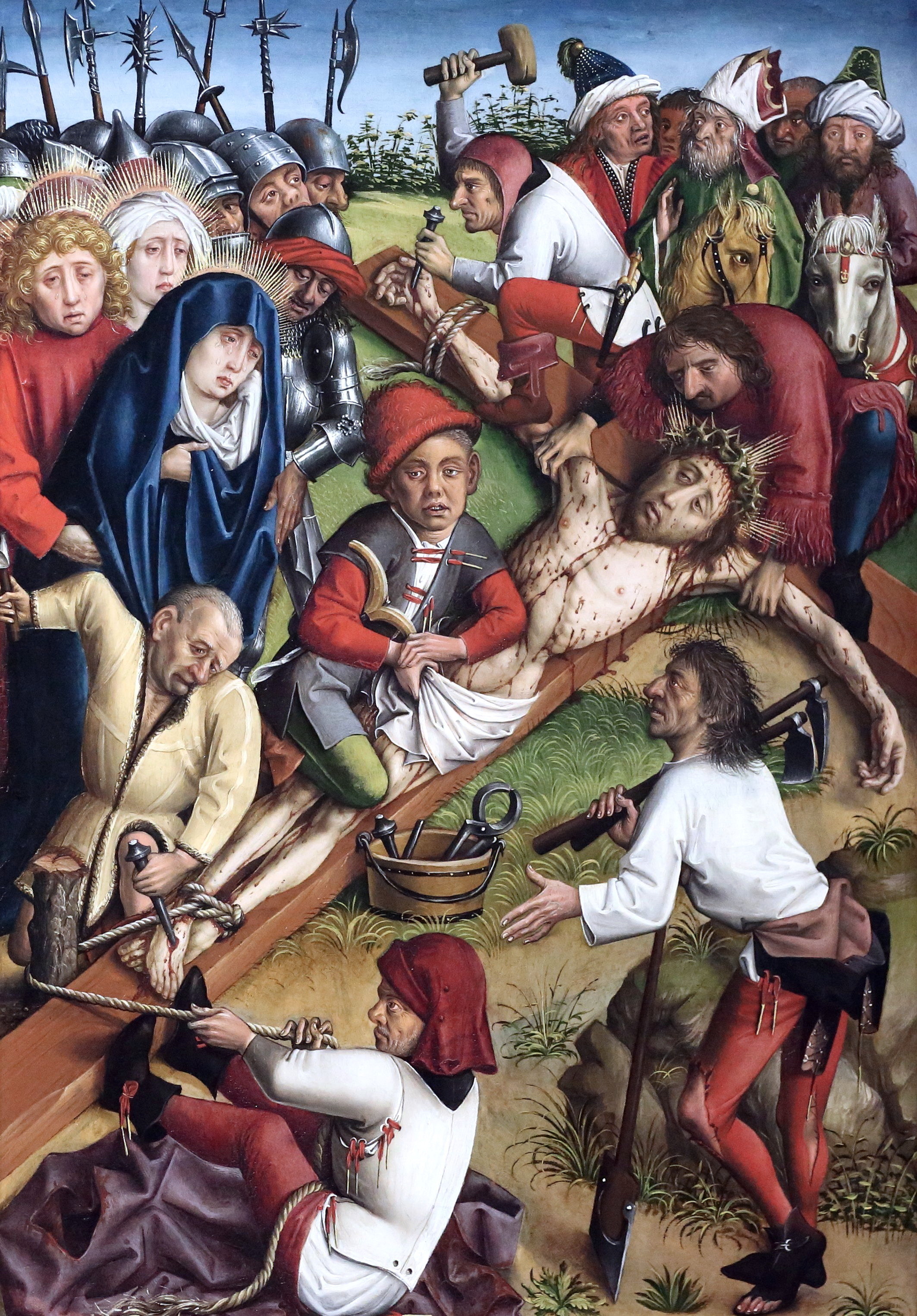
Mise en croix

Les panneaux sont entrés en possession de la Staatliche Kunsthalle à des époques différentes ; le dernier, la Flagellation, n'a été acquis qu'en 1999 : il était considéré comme perdu depuis la dispersion de la collection Raedt van Oldenbarnevely à Amsterdam le 15 avril 1902 où il était alors vendu avec une attribution à Hans Holbein l’Ancien. Il a été vendu le 9 décembre 1998 pour 30 MF à galerie londonienne Colnaghi qui l'a revendu à son tour à la Staatliche Kunsthalle.
Le cycle de la Passion qui subsiste est visiblement incomplet ; il ne couvre que des scènes qui précèdent la crucifixion, et de plus, la présence de certaines scènes assez rares, comme le déshabillage du Christ, fait penser à une cycle initialement beaucoup plus détaillé.

## Style et influence

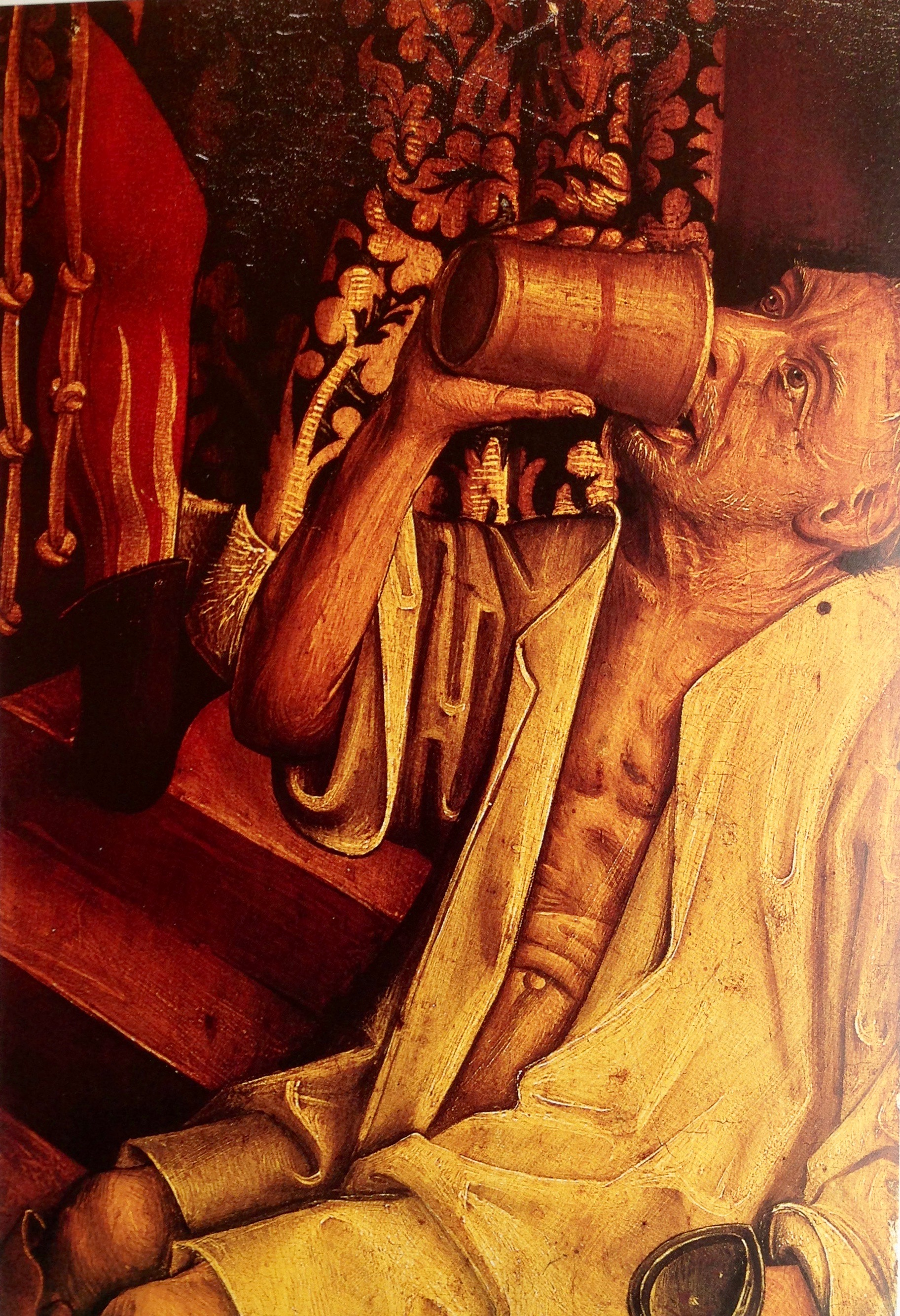
Buveur, Flagellation, détail.

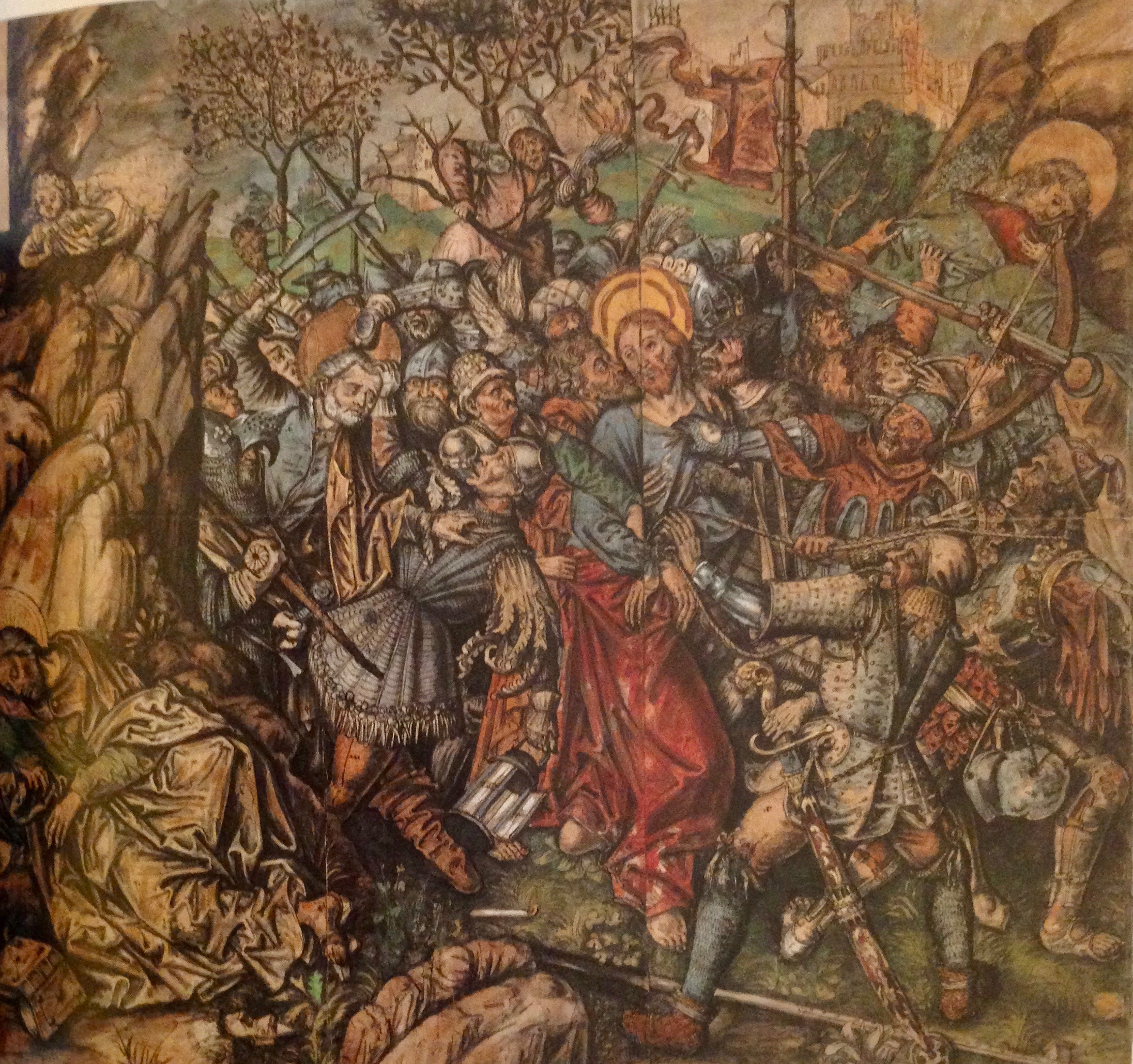
Hilarius Dietterlin, Copie d'un panneau du Maître de la Passion de Karlsruhe, 1621.

Les tableaux de la Passion de Karlsruhe illustrent le style particulier du peintre. Il inclut dans la trame des personnages de position sociale inférieure, les « personnes des couches moyennes, liées à la terre, avides de gestuelle forte, paysans puissants et leurs propres mimiques ». Le peintre aime donner une représentation mouvementée des événements. Sa peinture crue et détaillée des douleurs du Christ inclut la représentation des instruments de torture. Un exemple est la figure du tortionnaire assoiffé, à demi nu, sur la tableau de la flagellation. L'interprétation fidèle des textes de la Passion peut rappeler les objectifs de la devotio moderna, le mouvement religieux de la fin du Moyen Âge qui veut permettre la réalisation d'une relation individuelle directe avec la divinité.
Les qualités narratives de la Passion de Karlsruhe sont nouvelles dans l'art du Rhin supérieur. Le mode de représentation du Maître de Karlsruhe semble se retrouver dans certaines œuvres de la génération. Ceci souligne l'importance de la Passion de Karlsruhe pour l'étude de l'art du Rhin supérieur. Le maître joue ainsi un rôle important dans le développement de la peinture dans la région. On peut ainsi voir une similitude de style dans le tombé des plis des vêtements représentés dans la Passion de Karlsruhe avec des tableaux typique du Maître des Études de draperies. L'influence exercée sur ce dernier, actif entre 1485 et 1500 environ dans le Rhin supérieur et aussi à Strasbourg peut être vue comme un exemple de son importance stylistique.

## Autres œuvres
Il est possible que le maître de la Passion de Karlsruhe ait également créé une suite de huit panneaux représentant la Passion dans des peintures murales du chœur de l’ancienne église des Dominicains de Strasbourg détruite pendant la guerre de 1870, dont il ne reste qu'un dessin coloré et une gravure par Hilarius Dietterlin datant de 1621. Thieme-Becker attribue au Maître une Nativité et une suite de chevaliers représentant les Rois mages.
Une série de dessins et de gravures a été attribuée au Maître par Lilli Fischer ; on retrouve également plusieurs vitraux alsaciens dont les cartons et dessins pourraient lui être attribués.

## Articles liés
- Maître de la Passion de Darmstadt
- Maîtres anonymes